# Чеди (архитектура)

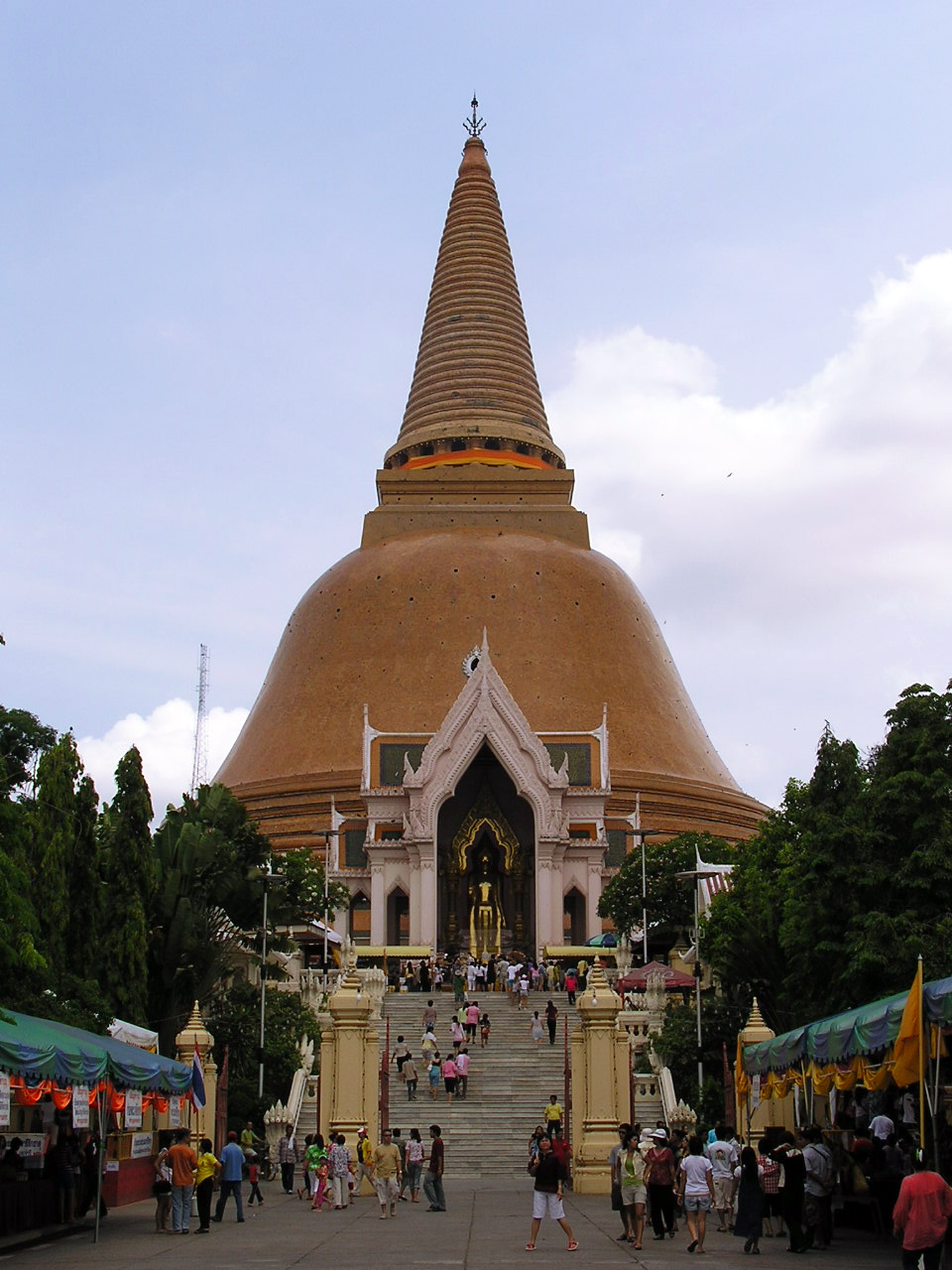
Пхра Патом Чеди

Че́ди (от тайск. čedi) — в буддийском искусстве Таиланда разновидность ступы. Характеризуется ступенчатым основанием, которое переходит в колоколообразную форму с завершением в виде высокого шпиля.

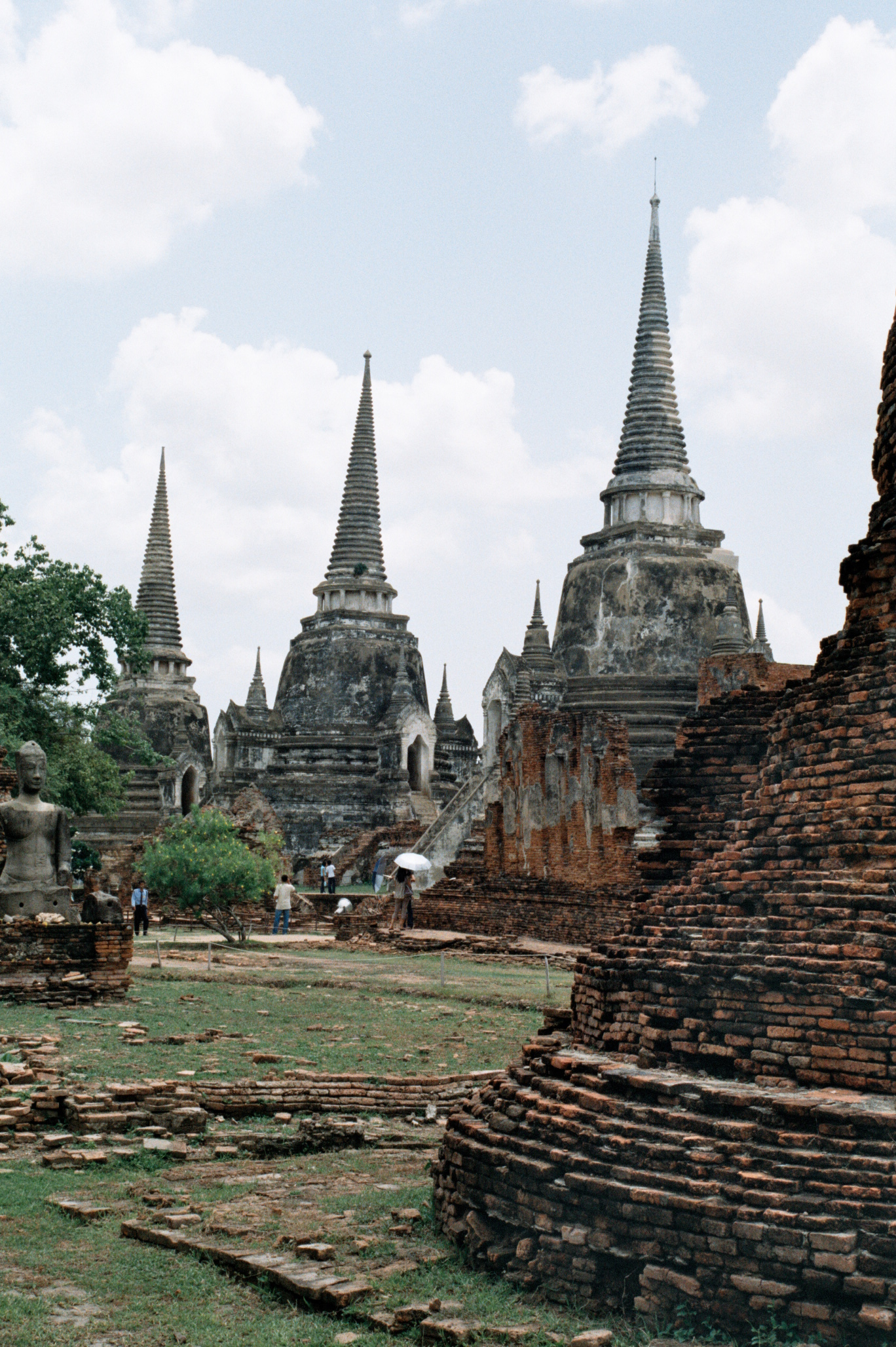
Три чеди вата Пхрасисанпхет

Классическим образцом чеди считаются три ступы дворцового вата Пхрасисанпхет в Аютии.